# Elmerriggsia
Elmerriggsia — вимерлий рід Notoungulate, що належить до родини Leontiniidae. Мешкав у пізньому олігоцені в Південній Америці.

## Опис
Ця тварина, як і всі леонтиніїди, мала досить міцне тіло і міцні ноги. На відміну від більшості своїх родичів, Elmerriggsia була менше 150 см у довжину. Elmerriggsia мала V-подібну форму черепа, якщо дивитися зверху, верхні різці у формі ікла (а також третій нижній різець) і мезодонтний тип зубів, характерний для всіх леонтиніїд.
Череп Elmerriggsia характеризувався наявністю премолярів з рифленим протоконусом, без проміжного лінгвального пояса та добре розвиненим губним поясом на нижніх молярах. Ці особливості зубів відрізняли Elmerriggsia від будь-яких інших леонтиніїд.

## Класифікація
Elmerriggsia fieldia була вперше описана в 2012 році на основі викопних останків, знайдених поблизу Піко-Трункадо в провінції Санта-Крус в Аргентині, на територіях, датованих Десеаданом (пізній олігоцен). Скам'янілості були виявлені понад 75 років тому під час експедиції до Аргентини, організованої в 1924 році Музеєм Філда під керівництвом Елмера С. Ріггса, і неофіційно відомі як Leontinia sp. Різноманітні скам'янілості, які приписують цій тварині, були виявлені не тільки поблизу Піко-Трункадо, але й в інших районах Аргентини.
Elmerriggsia була досить базальною леонтинідою, незважаючи на її пізній олігоценовий вік; згідно з кладистичним аналізом, проведеним у 2012 році, Elmerriggsia була частиною базальної клади леонтініїд, спільної з еоценовими родами Martinmiguelia та Coquenia.